# Meditrinalia

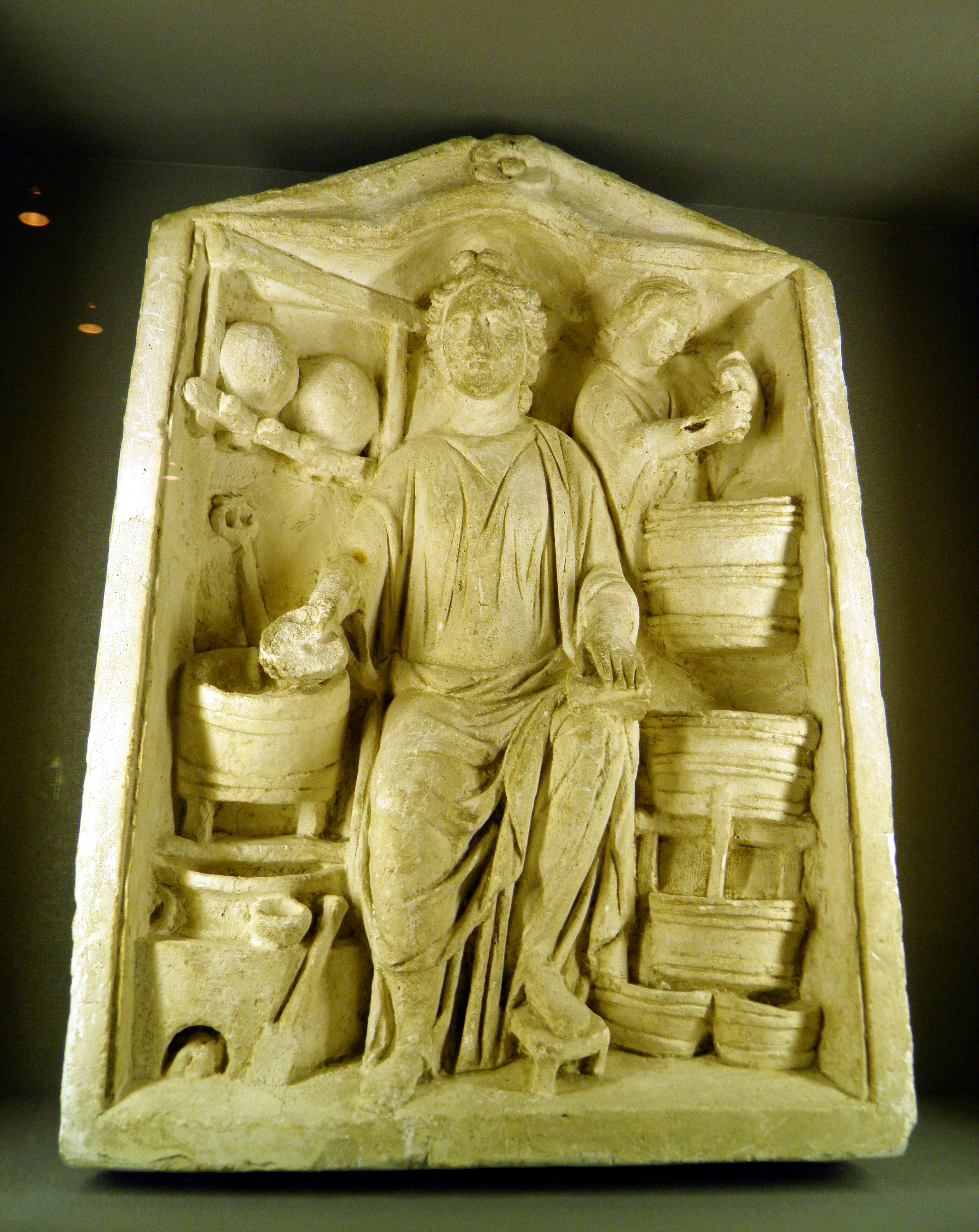
Stèle de Meditrina découverte sur le site archéologique de Grand.

À Rome, les Meditrinalia sont une fête fixée au 11 octobre, après les vendanges. Elle consacre l'opération de bonification du moût issu du pressurage du raisin par l'ajout de vin de l'année précédente. Cette action de traitement du mout, désigné comme vin nouveau, par addition de vin vieux, permet d'assurer sa conservation et d'éviter qu'il n'aigrisse. Par extension, ce mélange qui « soigne » le mout est absorbé par les humains comme une médication. Les Meditrinalia se déroulent sous le patronage de Liber, divinité associée aux opérations de viticulture, qui reçoit l'offrande du moût ainsi traité.

## Étymologie
Varron donne comme explication « Meditrinalia, de mederi (« guérir »), jour férié du mois d'octobre, pendant lequel, suivant le flamine de Mars, Flaccus, on était dans l'usage de faire des libations de vin vieux mêlé à du vin nouveau, et d'en boire comme d'une manière de remède ».
Festus Grammaticus donne une étymologie similaire à partir de la racine medeor (« guérir »), « terme que l'on trouvait dans le dicton vetus novum vinum bibo, veteri novo morbo medeor » (« Je bois du vin vieux, du nouveau, de la vieille maladie, de la nouvelle, je me guéris »).
Georges Dumézil reprend pour Meditrinalia la racine proposée medeor, et lui adjoint le suffixe indo-européen connu *-ina, appliqué au nom de local, pour considérer que *meditrina désigne l'atelier où se fait l'action exprimée par medeor, puis le suffixe -alia, terminaison habituelle des noms de fêtes romaines.

## Description

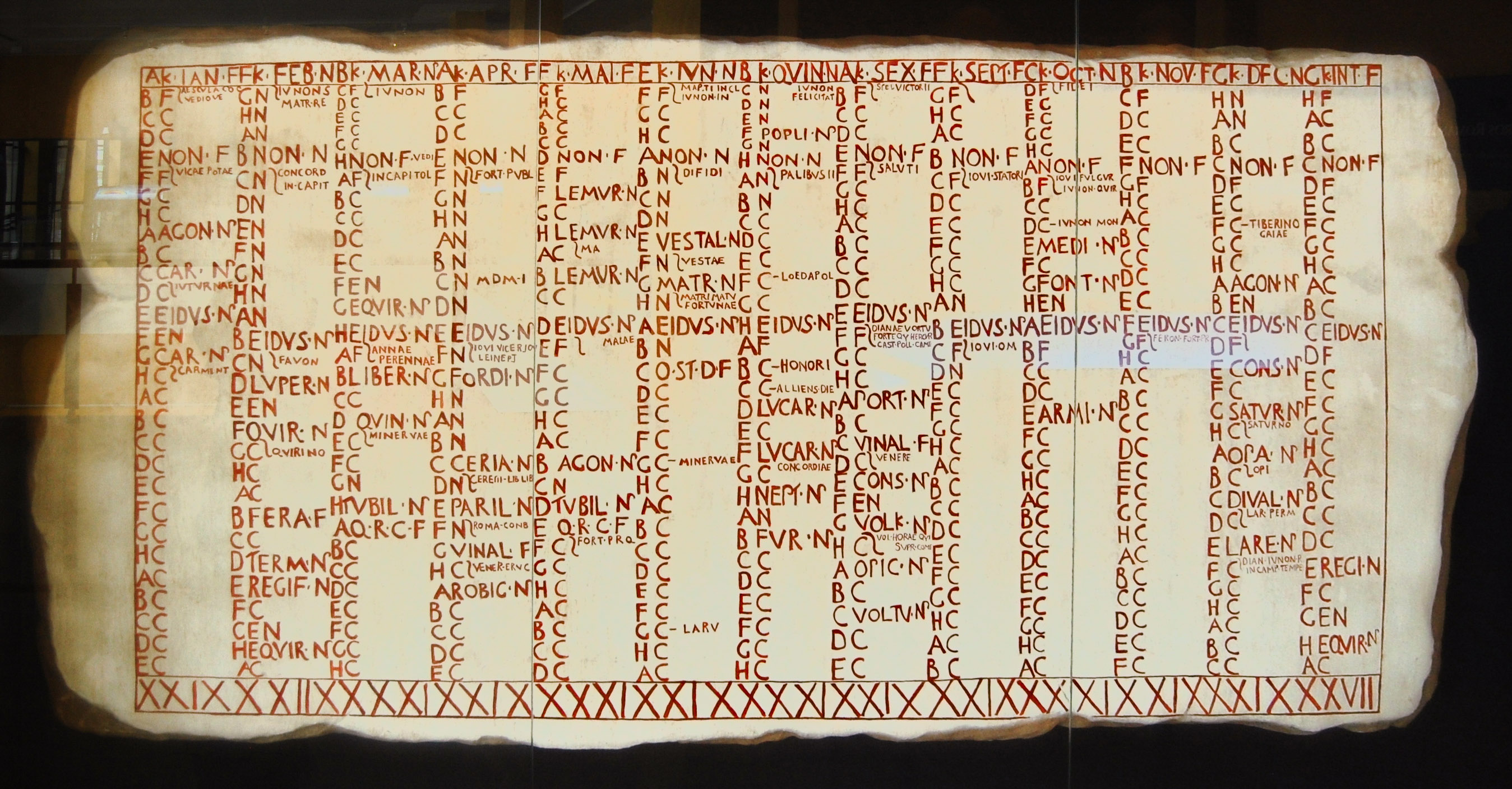
Reproduction du calendrier des Fasti Antiates maiores La fête est notée sur le mois d'octobre : MEDI pour MEDItrinalia.

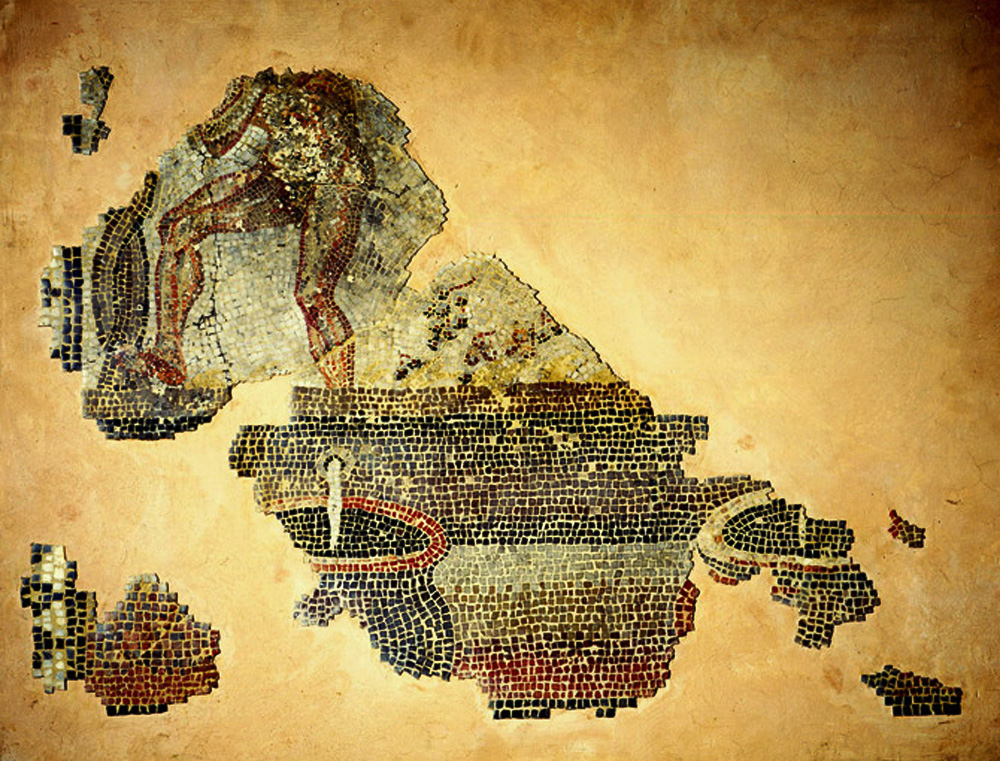
Foulage du raisin et écoulement du moût dans les cuves. Musée de Lyon.

La date des Meditrinalia, le 11 octobre, figure sur plusieurs calendriers, dont certains nous sont parvenus, plus ou moins fragmentaires : les Fasti Antiates maiores, les Fasti Amiternini, un calendrier datant du règne de Tibère.
Les Meditrinalia ont lieu après les vendanges. Les paysans romains traitaient le liquide non fermenté obtenu par le pressurage du raisin, appelé le moût, en y ajoutant du vin « vieux », c'est-à-dire de l'année précédente. Le moût, provenant éventuellement de plants faibles, généralement issu de vendanges tardives, parfois trop dilué par les pluies, risquait d'aigrir et de ne pas se conserver. Le couper avec un vin déjà stabilisé permettait de corriger ces défauts, et de faire en quelque sorte une « médication » du vin par le vin, cette bonification retrouvant le sens étymologique de « guérir » présent dans le nom Meditrinalia.
Ayant le sentiment de soigner ainsi leur vin, les Romains récupéraient pour eux-mêmes la vertu curative du mélange « vin vieux, vin nouveau » en l'absorbant comme une médication tout en prononçant les formules rapportées par Varron et Festus. La consommation effective du vin parvenu à maturité se reportait à l'année suivante, pour la fête printanière des Vinalia. 
Les fêtes du vin des Vinalia de printemps et d'été sont célébrées en l'honneur de Jupiter, la question se pose de son implication lors des Meditrinalia. Un seul calendrier l'indique, celui des Fasti Amiternini. Estimant insuffisante cette mention, le philologue Kurt Latte (en) récuse cette attribution, Jupiter n'étant pas un dieu artisan de la croissance de la vigne ou de l'élaboration du vin, mais seulement le destinataire du produit final. De son côté, Georges Dumézil penche pour l'implication de Jupiter, tout en reconnaissant le manque d’élément probant. Une autre divinité est explicitement associée aux Meditrinalia, Liber, équivalent du Bacchus ou Dionysos grec, qui reçoit l'offrande des prémices du moût nommés sacrima : « c'est du vin nouveau mis dans une amphore aux Méditrinales pour en faire des offrandes, pour la conservation des vignes, des vases et du vin, qui, par là, deviennent en quelque sorte sacrés  : cette offrande se fait à Bacchus ».